# Palazzo Reale w Genui
Palazzo Reale (Pałac Królewski; pełna nazwa: Balbi Stefano – Museo di Palazzo Reale) – pałac rodu Balbi, a w XIX wieku również dynastii sabaudzkiej w Genui, zbudowany w latach 1643–1650 z inicjatywy Stefana Balbi. Pozostawał w rękach rodu do 1677 roku, kiedy to został sprzedany rodzinie Grillo, a następnie rodzinie Durazzo, która z kolei sprzedała go dynastii sabaudzkiej. W 1919 roku został przekazany państwu włoskiemu. Położony przy ulicy Balbi został, wraz z innymi renesansowymi i barokowymi pałacami Genui, wpisany w 2006 roku na listę światowego dziedzictwa UNESCO jako Genua: Le Strade Nuove i system pałaców Rolli.
W 2015 roku muzeum pałacowe odwiedziło 66 625 gości, najwięcej spośród wszystkich muzeów Ligurii.

## Historia i architektura

### Epoka rodziny Balbi (1643–1677)
4 lutego 1643 roku Stefano Balbi (1581–1660), finansista i bankier działający w księstwie Mediolanu, twórca późniejszej ulicy swego imienia, przedstawił projekt okazałego budynku, który miał być zbudowany naprzeciwko kościoła San Carlo. Źródła wymieniają dwóch architektów zaangażowanych w ten projekt: Piera Francesca Cantone i Michele Moncino, do których później dołączył Giovanni Angelo Falcone. Około roku 1650 ukończono większą część korpusu głównego obecnego budynku, wraz z galerią zachodnią i tzw. „oddzielnym budynkiem” wzdłuż Vico della Pace. XVII-wieczne założenie, ograniczone do obecnej części centralnej, obejmowało, podobnie jak dzisiaj, dwa piętra z dwoma krótkimi skrzydłami, dziedziniec honorowy, ciągnący się w kierunku morza i część zachodnią, połączoną z głównym korpusem. Wystrój pokoi został powierzony nie tylko najbardziej cenionym artystom genueńskim, takim jak Giovanni Battista Carlone i Valerio Castello, ale również bolońskim, jak: Angelo Michele Colonna i Agostino Mitelli.

### Epoka rodziny Durazzo (1679–1823)
W latach 1677–1679 pałac przeszedł w ręce rodziny Grillo, która wkrótce sprzedała go rodzinie Durazzo. Durazzo rozbudowali pałac i udekorowali go freskami, sztukateriami i wyposażyli w cenne obrazy. Rozbudowę rezydencji nadzorował architekt G.P. Orsolino (1682–1685). Według relacji Rattiego z 1705 roku, Eugenio Durazzo zlecił rzymskiemu architektowi Carlowi Fontanie przebudowę kompleksu w celu nadania mu spójnego wyglądu. Fontana zaprojektował przedsionek z monumentalnymi schodami prowadzącymi wprost na drugie piano nobile, taras z widokiem na morze oraz powiększył dziedziniec honorowy, otaczający taras i oddzielający go potrójną arkadą od wiszącego ogrodu. Dziełem Fontany jest też wewnętrzna elewacja pałacu, stanowiąca wyraźny kontrast z jego bardziej surową elewacją od strony Via Balbi. W okresie przynależności pałacu do rodziny Durazzo stara galeria zachodnia, zlecona jeszcze przez Giovanniego Battistę Balbiego w 1650 roku, została przekształcona w nową Galerię Lustrzaną według projektu Domenica Parodiego, który inspirował się rzymskimi galeriami w Palazzo Colonna i Palazzo Doria-Pamphili oraz Salą Lustrzaną w Pałacu wersalskim. Wystrój niektórych pokoi zmieniono z uwagi na umieszczenie w nich nowych obrazów pędzla takich artystów jak: Luca Giordano, Paolo Veronese, Jacopo Tintoretto, Antoon van Dyck i Peter Paul Rubens; dzięki nim Galeria Lustrzana stała się jedną z najbardziej prestiżowych galerii malarstwa w mieście. Eugenio Durazzo zlecił przypuszczalnie również odbudowę starego pałacowego teatru, Teatro del Falcone, zniszczonego w 1702 roku przez pożar. Na początku XIX wieku ostatni przedstawiciel rodu, Girolamo Luigi Durazzo (zm. 1809) postanowił sprzedać rezydencję. Pierwszą osobą zainteresowaną zakupem był Napoleon Bonaparte, który był gościem w pałacu w 1805 roku; w 1808 roku urzędnicy cesarza przygotowali raport na temat pałacu.

### Epoka dynastii sabaudzkiej (1823–1919)
Ostatecznie w 1823 roku, po negocjacjach rozpoczętych w 1816 roku, rodzina Durazzo sprzedała budynek dynastii sabaudzkiej. Król Sardynii Karol Feliks zlecił renowację pałacu, wykonanie nowych dekoracji i przystosowanie go, jako królewskiej rezydencji, do nowych wymogów. Po śmierci króla w 1831 roku posiadłość przeszła w ręce Karola Alberta. W okresie jego rządów w pałacu przeprowadzono szereg prac modernizacyjnych: zbudowano nowe stajnie i ujeżdżalnię, wyposażono salę tronową, salę audiencyjną i balową, do przedsionka dobudowano schody prowadzące na piętro. Na pierwszym piętrze urządzono apartament państwowy, znany obecnie jako Apartament Księcia Abruzji (Appartamento del Duca degli Abruzzi). Odrestaurowano stary Teatro del Falcone, zbudowano zadaszony pasaż, łączący pałac z kościołem San Sisto przy via Prè oraz most prowadzący do pałacu Darsena. Ozdobiono na nowo pomieszczenia pałacowe, a w części z nich ułożono nowe posadzki z intarsjowanego drewna. W ciągu XIX wieku w pałacu przebywali królowie Sardynii, a potem Włoch. W 1919 roku król Wiktor Emanuel III przekazał go, wraz z innymi rezydencjami królewskimi, państwu włoskiemu.

### Epoka państwowa (po 1920)
30 kwietnia 1920 roku Palazzo Reale został przekazany Ministerstwu Edukacji, które przekazało go pod zarząd ówczesnego podsekretarza ds. starożytności i sztuki (Sottosegretariato per le Antichità e Belle Arti). Drugie piano nobile jest obecnie używane jako muzeum publiczne, kierowane przez Komisję ds. Dziedzictwa Architektonicznego Ligurii (Soprintendenza per i Beni Ambientali e per il Paesaggio della Liguria). Muzeum Palazzo Reale znajduje się na drugim piano nobile, które zachowało swoje wnętrze w stanie nienaruszonym. Wypełniają je zarówno dekoracje stałe, jak freski czy sztukaterie, i ruchome: obrazy, rzeźby, meble i przedmioty codziennego użytku.

## Zbiory
Prestiżowa galeria, jaką jest dziś muzeum, prezentuje nabytki dokonane przez kolejnych właścicieli rezydencji, poczynając od Giovanniego Battisty Balbiego, znaczącego kolekcjonera i konesera sztuki, a następnie poprzez rodzinę Durazzo, aż do przedstawicieli dynastii sabaudzkiej. W 1821 roku Carlo Felice nabył ważną kolekcję starych obrazów malarzy genueńskich (głównie z XVII wieku); większość z tych, które obecnie znajdują się w Palazzo pochodzi z tamtej kolekcji. W poszczególnych salach pałacu znajduje się ponad 100 obrazów, a wśród nich, obok wspomnianych już dzieł Tintoretta, Luki Giordana czy Antoona van Dycka, również prace najlepszych artystów genueńskich XVII wieku. Poza nimi walorem pałacu jest również wystawne atrium z XVIII-wiecznymi stiukami, dziedziniec honorowy, wiszący ogród oraz ceremonialne, bogato zdobione pomieszczenia na drugim piętrze, takie jak Sala Tronowa (Sala del Trono), Sala Balowa (Salone da Ballo) i Galeria Lustrzana (Galleria degli Specchi). Możliwe jest również zwiedzenie, po wcześniejszym uzgodnieniu terminu, Apartamentu Księcia Abruzji (Appartamento del Duca degli Abruzzi), położonego na pierwszym piano nobile pałacu, ozdobionym za czasów dynastii sabaudzkiej i zachowującym oryginalny, XIX-wieczny wystrój.

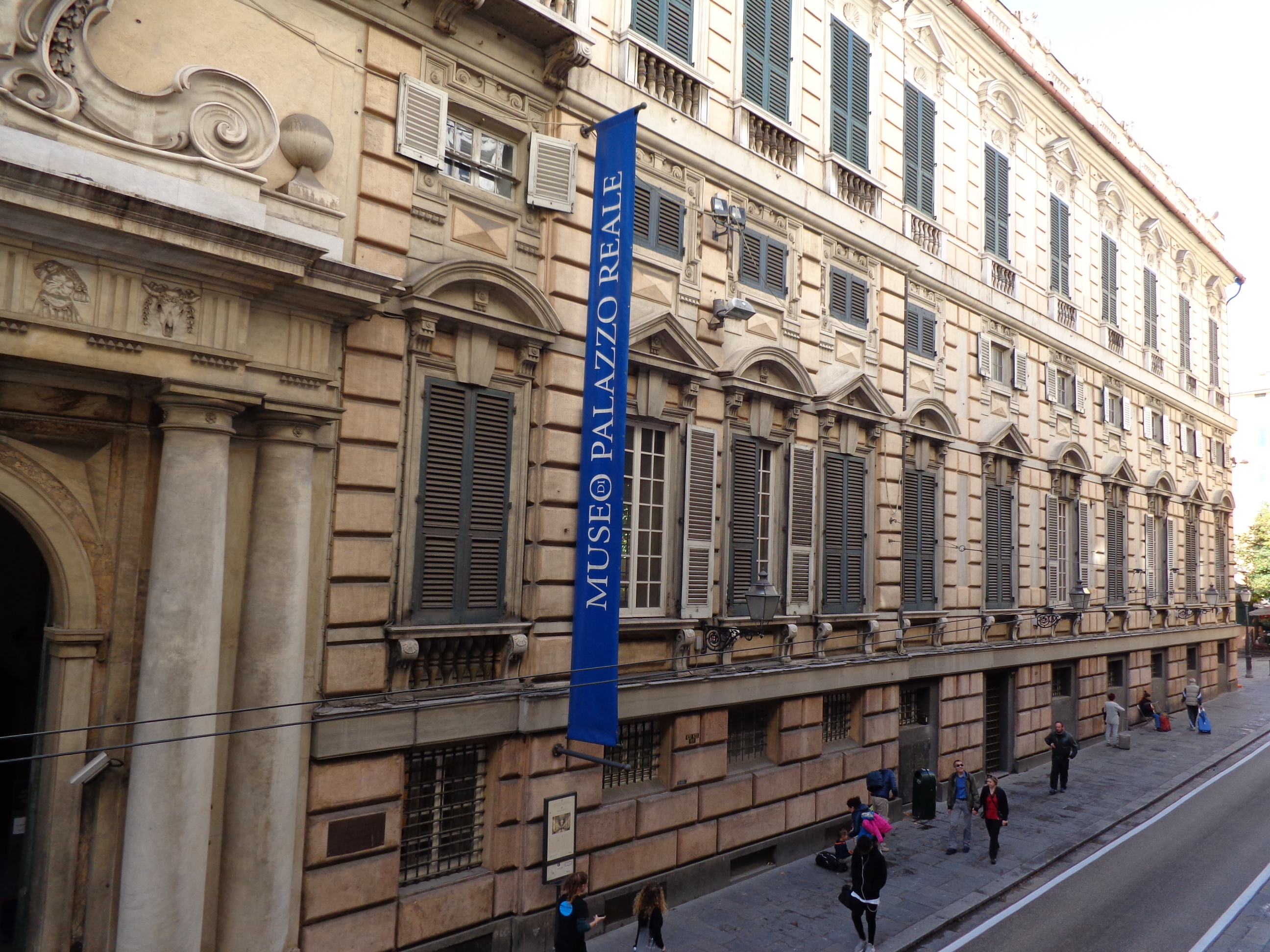
Fasada od strony via Balbi
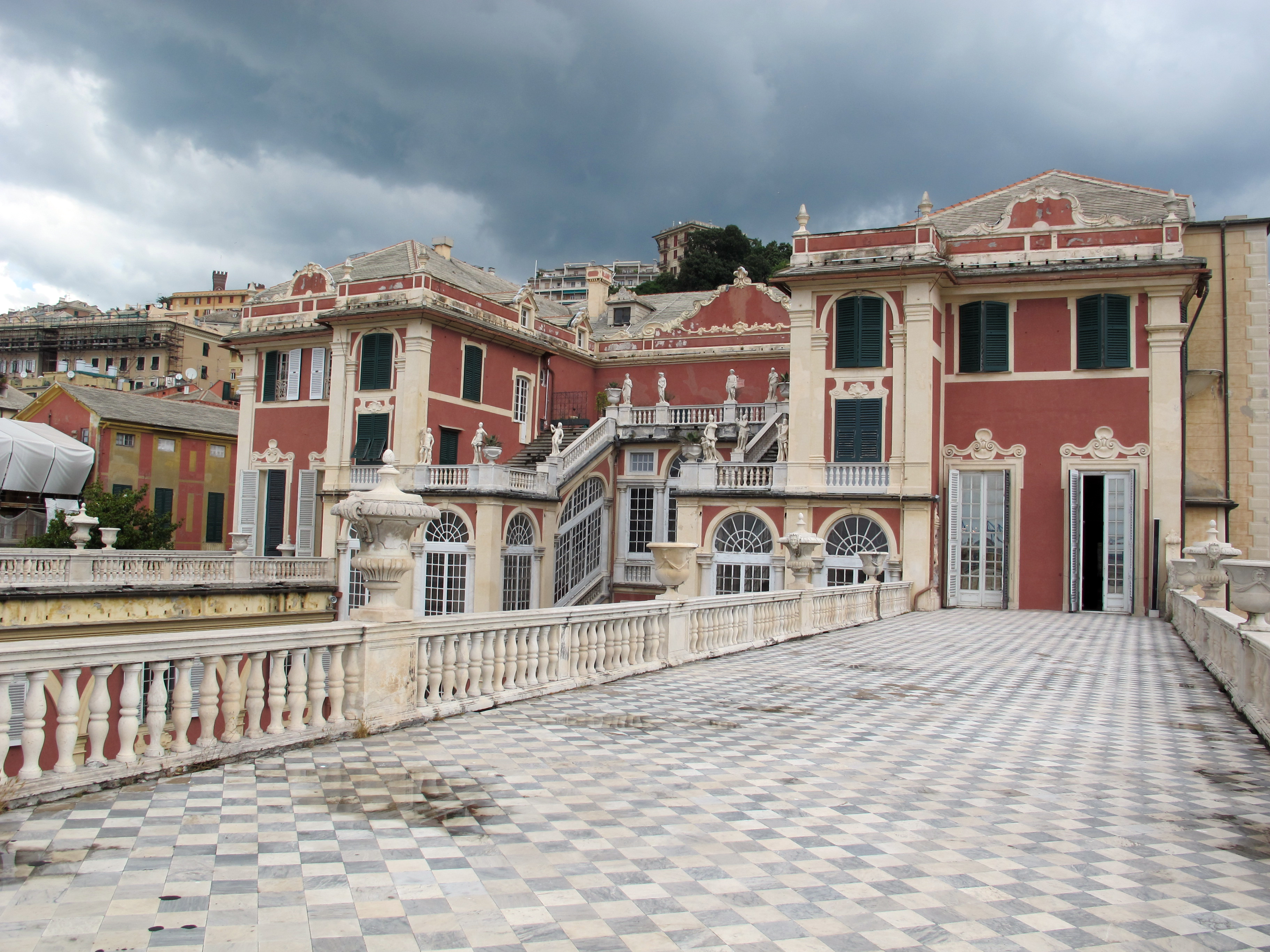
Taras
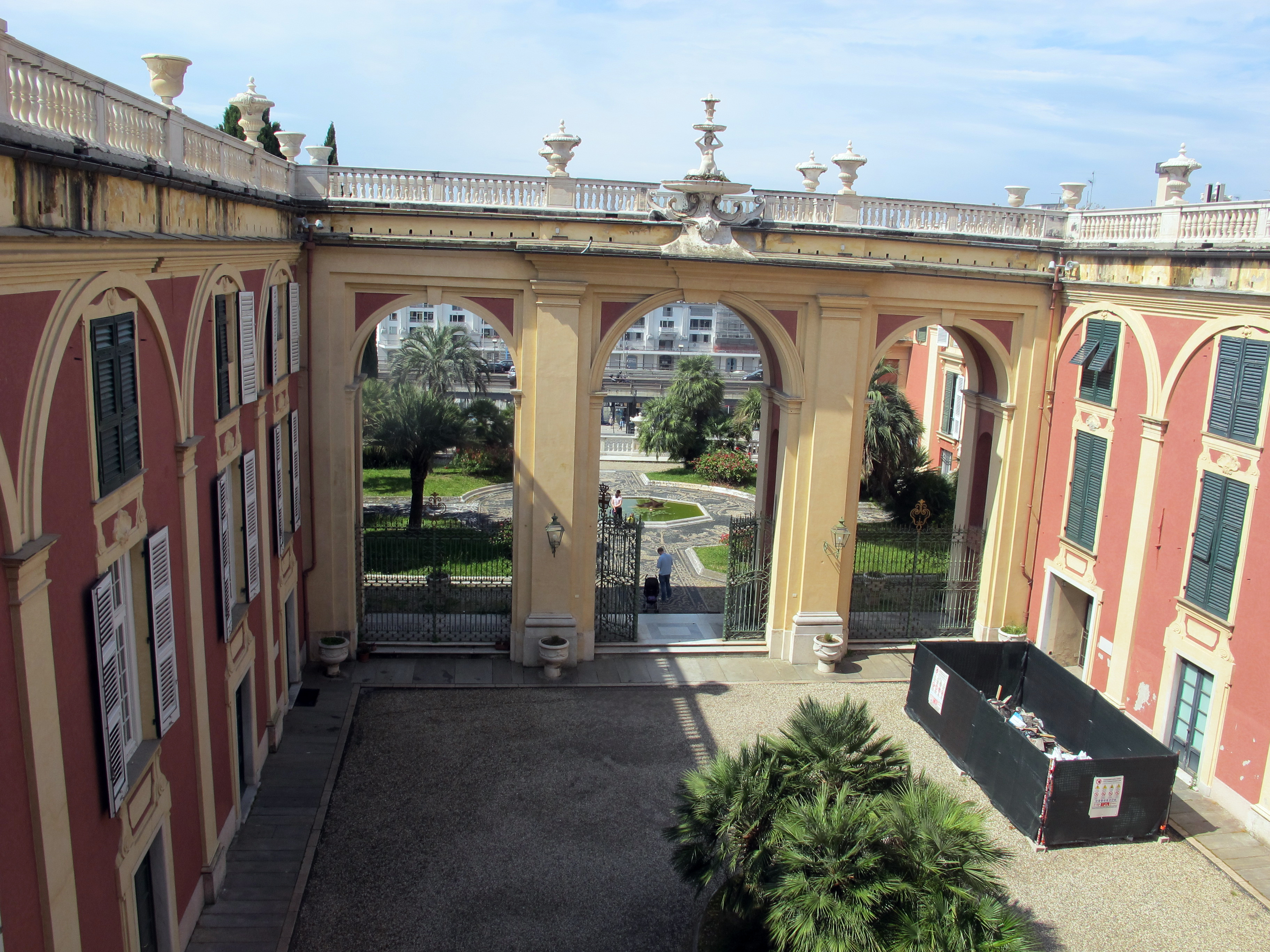
Dziedziniec wewnętrzny
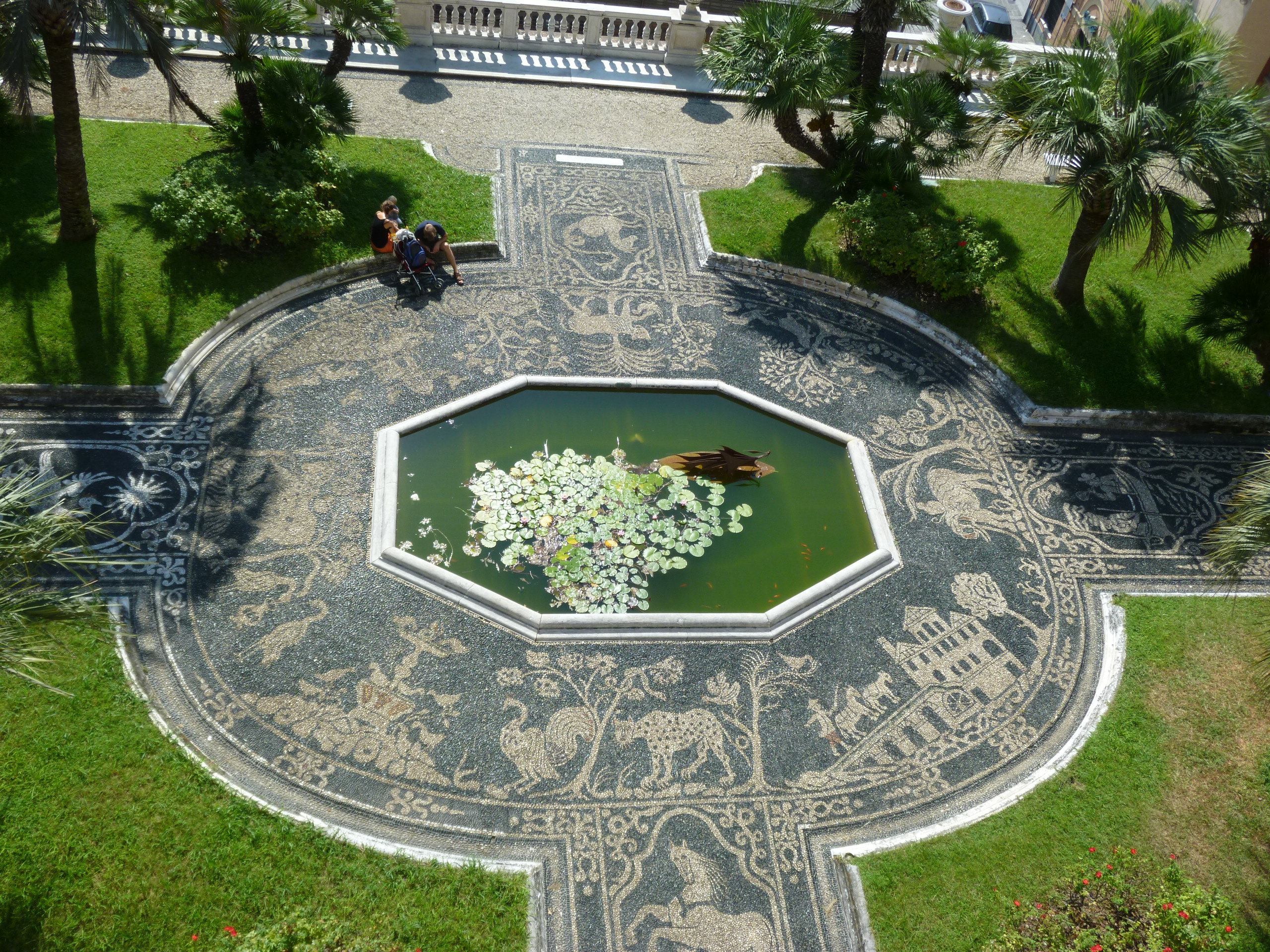
Ogród
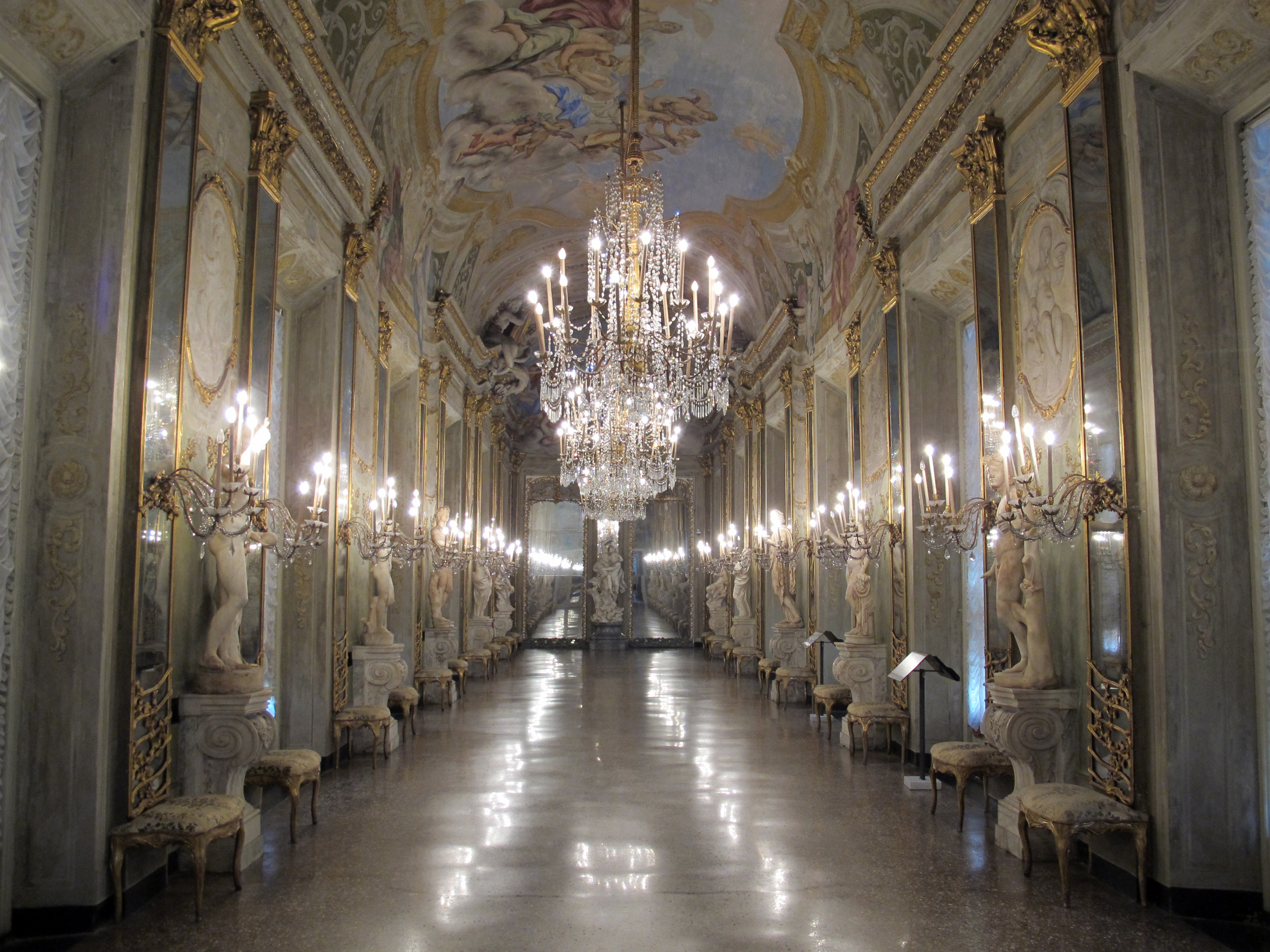
Galeria Lustrzana